# Маилсон Лима
Маилсон Лима Дуарте Лопеш (род. 29 мая 1994, Гаага) — кабо-вердианский и нидерландский футболист, полузащитник.

## Клубная карьера
В 2019 году стал игроком армянского клуба «Арарат-Армения». 2 марта 2019 года в матче против клуба «Арарат» Ереван дебютировал в чемпионете Армении.
В январе 2021 года перешёл в эмиратский клуб «Дибба Аль-Хисн».
Летом 2023 года подписал контракт с клубом «Аксу».

## Клубная статистика
| Игровая карьера | Игровая карьера | Игровая карьера | Лига | Лига | Кубок | Кубок | Межд. | Межд. | СК | СК |
| --------------- | --------------- | --------------- | ---- | ---- | ----- | ----- | ----- | ----- | -- | -- |
| 2018/19         | Арарат-Армения  | А               | 15   | 1    | 2     | 0     | —     | —     | —  | —  |
| 2019/20         | Арарат-Армения  | А               | 26   | 8    | 4     | 0     | 6     | 2     | 1  | 1  |
| 2020/21         | Арарат-Армения  | А               | 10   | 4    | —     | —     | 4     | 3     | 1  | 1  |
| 2021/22         | Арарат-Армения  | А               | 32   | 18   | 1     | 1     | —     | —     | —  | —  |
| 2022/23         | Арарат-Армения  | А               | 19   | 2    | 2     | 0     | 2     | 0     | —  | —  |
| 2023            | Аксу            | А               | 8    | 2    | —     | —     | —     | —     | —  | —  |